# Wołodymyr Hawryłow
Wołodymyr Mykołajowycz Hawryłow, ukr. Володимир Миколайович Гаврилов, ros. Владимир Николаевич Гаврилов, Władimir Nikołajewicz Gawriłow (ur. 16 lipca 1960 w Nowoszachtyńsku, w obwodzie rostowskim, Rosyjska FSRR) – ukraiński piłkarz, grający na pozycji bramkarza, trener piłkarski.

## Kariera piłkarska

### Kariera klubowa
Wychowanek szkółki piłkarskiej w Nowoszachtyńsku. W 1981 rozpoczął karierę piłkarską w klubie Urałan Elista, skąd w 1984 przeszedł do Szachtara Donieck. Po występach w Szachtarze Gorłówka w 1987 został piłkarzem Rostsielmaszu Rostów nad Donem. Od 1991 bronił barw klubów APK Azow, Krystał Chersoń i Kanatnyk Charcyzk. W sierpniu 1992 powrócił do Szachtara Donieck. Latem 1996 przeniósł się do Metałurha Donieck, w którym zakończył karierę piłkarską.

## Kariera trenerska
Po zakończeniu kariery zawodniczej rozpoczął pracę trenerską. Od sezonu 1997/98 pracował jako trener bramkarzy w klubie Metałurh Donieck, a od sierpnia 1998 do końca roku zajmował stanowisko głównego trenera Metałurha. Potem trenował bramkarzy w Szachtarze Donieck. Od sierpnia 2010 pomaga trenować bramkarzy w klubie Wołyń Łuck.

## Sukcesy i odznaczenia

### Sukcesy klubowe
- wicemistrz Mistrzostw Ukrainy: 1994
- finalista Pucharu Ukrainy: 1995